# Gert von Eynern
Gert Gustav von Eynern (* 29. Dezember 1902 in Elberfeld; † 17. September 1987 in Berlin) war ein deutscher Wirtschaftswissenschaftler, Politikwissenschaftler und Hochschullehrer.

## Leben und Wirken
Gert von Eynern entstammte der Familie von Eynern, deren Stammreihe in Einern bei Barmen im frühen 15. Jahrhundert beginnt. Jüngerer Bruder seines Vaters Gustav war Hans von Eynern (1874–1957), der von 1921 bis 1931 für die DVP dem Preußischen Landtag, zeitweise als Fraktionsvorsitzender, angehörte.
Eynern studierte seit 1921 an der Universität München zunächst Philosophie, Kunstgeschichte und Psychologie, wechselte dann zum Fach Volkswirtschaftslehre, das er an den Universitäten Freiburg/Br. und Bonn studierte. 1925 legte er die Prüfung zum Diplom-Volkswirt ab und promovierte 1927/28 an der Universität Bonn bei dem Wirtschaftswissenschaftler Herbert von Beckerath. Anschließend arbeitete er am Institut für Weltwirtschaft in Kiel, von 1932 bis 1936 im Statistischen Reichsamt und bis 1945 bei der Reichsstelle für Lederwirtschaft. Außerdem war er als Journalist tätig. Eynern war schon seit den zwanziger Jahren mit Otto Suhr befreundet. Gegen Kriegsende wirkten Eynern, Suhr und Carl Dietrich von Trotha in einem, unter dem Nazi-Regime illegalen, „Planwirtschaftlichen Arbeitskreis“ mit, in dem sie ein sozialistisches Nachkriegsdeutschland konzeptionierten.
1948 war er an der Wiedergründung der „Deutschen Hochschule für Politik“ beteiligt, wo er 1953 Professor für Politik wurde. Seit 1959 war Eynern als Professor für Politikwissenschaft an der Freien Universität Berlin tätig, wo er das „Otto-Suhr-Institut“, die Nachfolgeeinrichtung der „Deutschen Hochschule für Politik“, leitete. Eynern gehörte dem Kuratorium der 1957 gegründeten Deutsch-Israelischen Studiengruppe an der Freien Universität Berlin an. 1971 wurde er emeritiert. 
Schwerpunkt seiner Arbeit in Forschung und Lehre war der Bereich „Politische Wirtschaftslehre“. Er war Mitherausgeber der Politischen Vierteljahresschrift.

## Veröffentlichungen
- Die Reichsbank. Die Probleme des deutschen Zentralnoteninstituts in geschichtlicher Darstellung. Fischer, Jena 1928 (= Dissertation Universität Bonn).
- Die deutsche Schuhindustrie. Mittler, Berlin 1930.
- Die deutsche Hausschuhindustrie. Mittler, Berlin 1930.
- Die Unternehmungen der Familie vom Rath. Ein Beitrag zur Familiengeschichte. Bonn 1930.
- (mit Herbert Gaedicke): Die produktionswirtschaftliche Integration Europas. Eine Untersuchung über die Außenhandelsverflechtung der europäischen Länder. Junker und Dünnhaupt, Berlin 1933.
- "Soziale Marktwirtschaft". Analyse eines wissenschaftlichen und politischen Schlagworts. In: Beiträge zur empirischen Konjunkturforschung. Festschrift zum 25jährigen Bestehen des Deutschen Instituts für Wirtschaftsforschung (Institut für Konjunkturforschung). Duncker & Humblot, Berlin 1950, S. 121–147.
- Die wirtschaftliche Macht. Vortrag, gehalten an der Deutschen Hochschule für Politik zur dritten Jahresfeier am 15. Jan. 1952. Weiss, Berlin 1952.
- Die Unabhängigkeit der Notenbank. Vortrag anlässlich der Jahresfeier der Deutschen Hochschule für Politik Berlin am 15. Januar 1957. Colloquium-Verlag, Berlin 1957.
- (mit Willy Brandt): Berlin, Brennpunkt deutschen Schicksals. Vorträge, gehalten im Sommersemester 1959. Colloquium-Verlag, Berlin 1960.
- (mit Fritz Münch): Internationale Organisationen und Regionalpakte (ohne Europa-Organisationen) (= Die Wissenschaft von der Politik, Bd. 10). Westdeutscher Verlag, Köln/Opladen 1962.
- Tendenzen wirtschaftlicher und politischer Annäherung von Ost und West. In: Bernhard Bellinger u. a.: Wissenschaft und Planung (= Universitätstage 1965). De Gruyter, Berlin 1965, S. 200–215.
- Die Chancen der Mitbestimmung in Ost und West. In: Carsten Peter Claussen (Hrsg.): Neue Perspektiven aus Wirtschaft und Recht. Festschrift für Hans Schäffer zum 80. Geburtstag am 11. April 1966. Duncker & Humblot, Berlin 1966, S. 135–148.
- Grundriß der Politischen Wirtschaftslehre (= Die Wissenschaft von der Politik, Bd. 14). Westdeutscher Verlag, Köln 1968 (2. überarb. Aufl. 1972, UTB Bd. 152, ISBN 3-531-11128-0).
- (Hrsg.): Wörterbuch zur politischen Ökonomie (= Studienbücher zur Sozialwissenschaft, Bd. 11). Westdeutscher Verlag, Opladen 1973 (2. Aufl. 1977, ISBN 3-531-21148-X).
- Tarifautononmie trotz Mitbestimmung? In: Fritz Neumark (Hrsg.): Wettbewerb, Konzentration und wirtschaftliche Macht.  Festschrift für Helmut Arndt zum 65. Geburtstag. Duncker & Humblot, Berlin 1976, S. 37–54, ISBN 3-428-03608-5.
- Gemeinwirtschaftliche Bindung von Unternehmen (= Schriftenreihe Gemeinwirtschaft, Bd. 17). Europäische Verlagsanstalt, Frankfurt/M. 1978, ISBN 3-434-00255-3.

Festschriften
- Carl Böhret (Hrsg.): Interdependenzen von Politik und Wirtschaft. Beiträge zur politischen Wirtschaftslehre. Festgabe für Gert von Eynern. Duncker & Humblot, Berlin 1967.
- Carl Böhret (Hrsg.): Politik und Wirtschaft. Festschrift für Gert von Eynern (= Politische Vierteljahresschrift, Sonderheft 8). Westdeutscher Verlag, Opladen 1977, ISBN 3-531-11428-X.
- Theo Thiemeyer (Hrsg.): Öffentliche Bindung von Unternehmen.  Beiträge zur Regulierungsdebatte. Gert von Eynern zum 80. Geburtstag gewidmet (= Schriftenreihe der Gesellschaft für Öffentliche Wirtschaft und Gemeinwirtschaft, Bd. 22). Nomos, Baden-Baden 1983, ISBN 3-7890-0822-2.